# Agrilus laticornis
Agrilus laticornis es una especie de insecto del género Agrilus, familia Buprestidae, orden Coleoptera.
Fue descrita científicamente por Illiger, 1803.